# Enkelad (mitologija)
Enkelad (grč. Ἐγκέλαδος, Enkélados) u grčkoj mitologiji Gigant je, Gejin i Uranov sin.

## Etimologija
Enkeladovo ime izvedeno je od grčke riječi enkeleuô u značenju požurivanja ili zvuka napada, ratne trublje. Po njemu je nazvan mjesec planeta Saturna.

## Karakteristike
Enkelad je bio u obliku zmije, ali imao je ljudsku glavu i trup. Prema nekim izvorima, lava potječe od njega, a dim je njegov dah. Pauzanije poriče da su Giganti imali zmijski donji dio tijela, ali piše da se često takvima prikazuju.
Prikazivan je na vazama kako ga Atena ubija.

## Mitologija
Rođen je u Traciji ili Paleni. Bio je jedan od storukih divova koji su ratovali protiv bogova. Prema nekim izvorima, ubio ga je Zeus munjom i pokopao ispod brda Etne, a prema drugim, ubila ga je Atenina kočija ili je Atena na nj bacila Siciliju. Euripid piše da ga je ubilo Silenovo koplje, no moguće je da je ta izreka u službi pijane Silenove samohvale.
Ispod Etne je pokopan i Tifon, koji je također bio Gejin sin.

## Vanjske poveznice
- Enkelad u klasičnoj literaturi i umjetnosti